# William Wales
William Wales (* ca. 1734; † 29. Dezember 1798 in London) war ein britischer Mathematiker und Astronom.

## Leben
William Wales wurde um 1734 als Sohn von John und Sarah Wales geboren und in Warmfield in der Nähe von Wakefield (West Yorkshire) getauft. Er hatte einen Bruder John (geboren 1736) und eine Schwester Sarah (geboren 1739). Gemäß John Cawte Beaglehole reiste Wales als Jugendlicher mit einem Mr. Holroyd nach Süden, welcher sich als Installateur im Gefolge von König Georg III. einstellen ließ. Mitte der 1760er Jahre schrieb Wales Beiträge an den The Ladies’ Diary, eine Zeitschrift des 18. Jahrhunderts, vergleichbar mit dem New Scientist der heutigen Zeit. Am 5. September 1765 heiratete er Mary Green, Schwester des Astronomen Charles Green. Gemeinsam hatten sie zwei Kinder, Sarah (geboren 1767) und William (geboren 1768). Im selben Jahr wurde William Wales vom königlichen Astronomen (Royal Astronomer) Nevil Maskelyne als Kalkulator eingestellt. Seine Aufgabe war die Berechnung von Ephemeriden, welche für Maskelynes nautisches Jahrbuch zur Bestimmung von Schiffspositionen verwendet werden sollten. Nach der Rückkehr von seinen Reisen wurde er als Master of the Royal Mathematical School in der mathematischen Abteilung des Christ’s Hospital als Lehrer eingestellt und 1776 als Fellow in die Royal Society aufgenommen. Unter Wales’ Schülern waren Samuel Taylor Coleridge und Charles Lamb. Es wird angenommen, dass Wales’ Aufzeichnungen seiner Reisen das von Coleridge geschriebene Gedicht The Rime of the Ancient Mariner beeinflusst haben könnten.

## Reisen

### Venustransit 1769
Wales beobachtete in der Hudson Bay in Kanada den Venustransit von 1769. Als Teil der Pläne der Royal Society den Venustransit zu beobachten, um möglichst genau die Astronomische Einheit (Distanz zwischen Sonne und Erde) zu definieren, wurde Wales mit einem Assistenten, Joseph Dymond, nach Kanada geschickt. Als Belohnung wurde beiden Teilnehmern, bei erfolgreichem Abschluss der Expedition, der Betrag von jeweils 200 englischen Pfund in Aussicht gestellt. Weitere Expeditionen der Royal Society im Zusammenhang mit dem Transit von 1769 waren Cooks Reise von 1768 bis 1771, wobei die Beobachtung des gleichen Ereignisses von Tahiti aus gemacht wurde, sowie die Reise von Jeremiah Dixon und William Bayly nach Norwegen. Da eine Schifffahrt durch das Packeis im Winter nicht möglich war, mussten sie bereits im Sommer des Vorjahres ihre Reise antreten. Am 23. Juni 1768 stachen sie in See und erreichten ihr Ziel, Prince of Wales Fort, im August desselben Jahres. Interessanterweise hatte Wales, als er sich für die Expedition als Freiwilliger meldete, darum ersucht an ein freundlicheres Ziel gesandt zu werden. Da es am gewählten Standort an Baumaterial mangelte, musste die Gruppe nicht nur die astronomischen Instrumente mitbringen, sondern auch Material für den Bau ihrer Unterkunft. Sie war etwa einen Monat mit dem Aufbau der transportfähigen, vom Ingenieur John Smeaton entwickelten Beobachtungseinrichtung sowie ihrer Behausung beschäftigt. Danach richtete sie sich auf einen langen Winter ein. Am Tag des Transits hatte sie Glück mit dem Wetter, was eine Beobachtung um die Mittagszeit ermöglichte. Zu ihrer Überraschung stellten sie bereits beim ersten Kontakt (Eintritt der Venusscheibe in die Sonne) eine Zeitdifferenz von elf Sekunden fest. Dies veranlasste Wales nach seiner Rückkehr seinen Bericht mit den gemachten Feststellungen bis zum März 1770 zurückzuhalten. Letztlich wurde der Bericht, welcher auch klimatische und botanische Beobachtungen enthielt, von der Royal Society aber gutgeheissen, worauf er von James Cook eingeladen wurde, ihn bei der nächsten Expedition zu begleiten. Nach den Beobachtungen blieben sie noch weitere drei Monate in Kanada, bevor sie ihre Rückreise antraten. Sie waren somit die ersten Wissenschaftler, welche einen Winter an der Hudson Bay stationiert waren.

### Cooks zweite Weltumsegelung
Er begleitete also James Cook bei seiner zweiten Expedition von 1772 bis 1775 auf der Resolution, bei welcher er den Astronomen (und Schwager) Charles Green ersetzte. Green war während der Rückreise von Cooks erster Expedition an Fieber gestorben. Hauptaufgabe von Wales war es, den neuen Navigations-Chronographen von Larcum Kendall K1 zu überprüfen, welche eine exakte Kopie von Harrisons H4 war. Bis zu diesem Zeitpunkt wurde die Bestimmung des Längengrades auf Seereisen durch die Uhr von John Harrison durchgeführt. Allerdings wurde die Genauigkeit der Uhren und damit auch die Methode der Längengradbestimmung durch Zeitmessung zu jener Zeit sehr in Frage gestellt, da man kein Vertrauen in die Konstruktionen der modernen (transportierfähigen) Taschenuhren hatte. Es ist zu beachten, dass diese „Taschenuhren“ einen Durchmesser von 13 cm und ein Gewicht von etwa 1,5 kg hatten. Das Resultat, welches Cook in seinem Bericht nach seiner Rückkehr vorstellte, war so überragend, dass hiermit die Präzision der Uhren – und deren Konstruktion – wie auch die Navigationsmethode vom Board of Longitude  bestätigt wurden.

## Anerkennungen
Während der Reise von George Vancouver in den Jahren 1791 bis 1795 benannte dieser ein Kap am Eingang vom Portland Inlet an der Küste von British Columbia zu Ehren seines Tutors William Wales nach ihm (Wales Point). Vancouver war bei Cooks zweiter Reise Kadett an Bord des gleichen Schiffes wie Wales und ließ sich von diesem in die Astronomie und die Methode der Längengradbestimmung durch Zeitmessung einführen. Im Logbuch von Vancouver erwähnte er seine Dankbarkeit und Verpflichtung Wales gegenüber für seine „Informationen, welche es mir ermöglichten diese einsamen Regionen zu durchqueren und aufzuzeichnen“. Später wurde auch eine nahe gelegene Insel Wales Island genannt. Anlässlich der Entdeckung der Inselgruppe der Neuen Hebriden (heute Vanuatu) vor 200 Jahren wurde 1974 eine Briefmarke mit Wales’ Bildnis herausgegeben. Der im Jahr 1998 entdeckte Asteroid 15045 (Walesdymond) wurde nach William Wales und Joseph Dymond benannt. Darüber hinaus trägt das Wales Head seinen Namen, eine Landspitze an der Nordküste Südgeorgiens im Südatlantik. Seit 2013 ist er überdies Namensgeber für den Mount Wales auf Bristol Island im Archipel der Südlichen Sandwichinseln.

## Schriften
- Journal of a voyage, made by order of the Royal Society, to Churchill River, on the north-west coast of Hudson’s Bay: of thirteen nonths residence in that country ; and of the voyage back to England ; in the years 1768 and 1769. Handschrift, Royal Society, 1770
- General Observations made at Hudson’s Bay. London 1772.
- The method of finding the longitude at sea : by time-keepers : to which are added, Tables of equations to equal altitudes. For the Author, London 1794.